# Secăria
Secăria is een Roemeense gemeente in het district Prahova.
Secăria telt 1310 inwoners.